# Мері Кінг
Мері Кінг  (англ. Mary King; 8 червня 1961) — британська вершниця, олімпійська медалістка. 

## Виступи на Олімпіадах
| Олімпіада      | Дисципліна           | Місце |
| -------------- | -------------------- | ----- |
| Барселона 1992 | триборство, особисті | 9     |
| Барселона 1992 | триборство, командні | 6     |
| Атланта 1996   | триборство, особисті | 12    |
| Сідней 2000    | триборство, особисті | 7     |
| Афіни 2004     | триборство, особисті | 20    |
| Афіни 2004     | триборство, командні | 2     |
| Пекін 2008     | триборство, особисті | 11    |
| Пекін 2008     | триборство, командні | 3     |
| Лондон 2012    | триборство, особисті | 5     |
| Лондон 2012    | триборство, командні | 2     |